# Фібрилярна астроцитома
Фібрилярні астроцитоми — це група первинних повільно зростаючих астроцитом, які є типом пухлини головного мозку, що зазвичай виникають у дорослих у віці від 20 до 50 років.[джерело?]

## Симптоми
Судомні напади, часті зміни настрою та головний біль є одними з перших симптомів пухлини. Також часто зустрічається геміпарез (фізична слабкість однієї сторони тіла).

## Патологія
Фібрилярні астроцитоми виникають з неопластичних астроцитів, типу нейроглій центральної нервової системи. Вони можуть виникати в будь-якій частині головного мозку або навіть у спинному мозку, але найчастіше зустрічаються в півкулях головного мозку. Як випливає з іншої назви, «дифузна астроцитома», контури пухлини нечітко видно під час сканування, оскільки межі новоутворення мають тенденцію утворювати крихітні мікроскопічні фібрилярні щупальця, які поширюються в навколишню тканину мозку. Ці щупальця змішуються зі здоровими клітинами мозку, що ускладнює повне хірургічне видалення. Однак фібрилярні астроцитоми це пухлини низького ступеня злоякісності з повільним темпом росту, тому пацієнти зазвичай виживають довше, ніж ті, у кого в іншому випадку є подібні типи пухлин головного мозку, наприклад мультиформна гліобластома.

## Діагностика
Безперервний запис активності мозку за допомогою ЕЕГ може допомогти визначити та локалізувати судомну активність, особливо у дітей. КТ та МРТ головного мозку можуть виявити наявність дифузного утворення, яке не вдалося виявити під час введення контрастного барвника.[джерело?] У деяких випадках може знадобитися біопсія, щоб підтвердити природу пухлини.

## Лікування
Варіанти лікування включають хірургію, променеву терапію, радіохірургію та хіміотерапію.
Інфільтруючий ріст мікроскопічних щупалець у фібрилярних астроцитомах ускладнює або робить неможливим повне хірургічне видалення без пошкодження тканини мозку, необхідної для нормальної неврологічної функції. Проте хірургічне втручання може зменшити або контролювати розмір пухлини.[джерело?] Можливі побічні ефекти хірургічного втручання включають набряк мозку, який можна лікувати стероїдами, та епілептичні напади. Повне хірургічне видалення пухлин низького ступеня злоякісності пов'язане з хорошим прогнозом. Однак пухлина може рецидивувати, якщо резекція не завершена, і в цьому випадку може знадобитися додаткове хірургічне втручання або використання інших методів лікування.
Звичайна променева терапія фібрилярної астроцитоми вимагає від 10 до 30 сеансів, залежно від підтипу пухлини, і іноді її можна проводити після хірургічної резекції для покращення результатів і виживаності. Побічні ефекти включають можливість місцевого запалення, що призводить до головного болю, який можна вилікувати пероральними препаратами. Радіохірургія використовує комп'ютерне моделювання для направлення мінімальних доз опромінення в точне місце розташування пухлини, одночасно мінімізуючи дозу для навколишньої здорової тканини мозку. Радіохірургія може бути додатковим лікуванням після звичайних хірургічних втручань або може бути основним методом лікування.[джерело?]
Хоча хіміотерапія фібрилярної астроцитоми покращує загальну виживаність, вона ефективна лише в приблизно 20 % випадків. Дослідники[хто?] на цей час досліджують низку перспективних нових методів лікування, включаючи генну терапію, імунотерапію та новітню хіміотерапію.[джерело?] 